# 車内販売

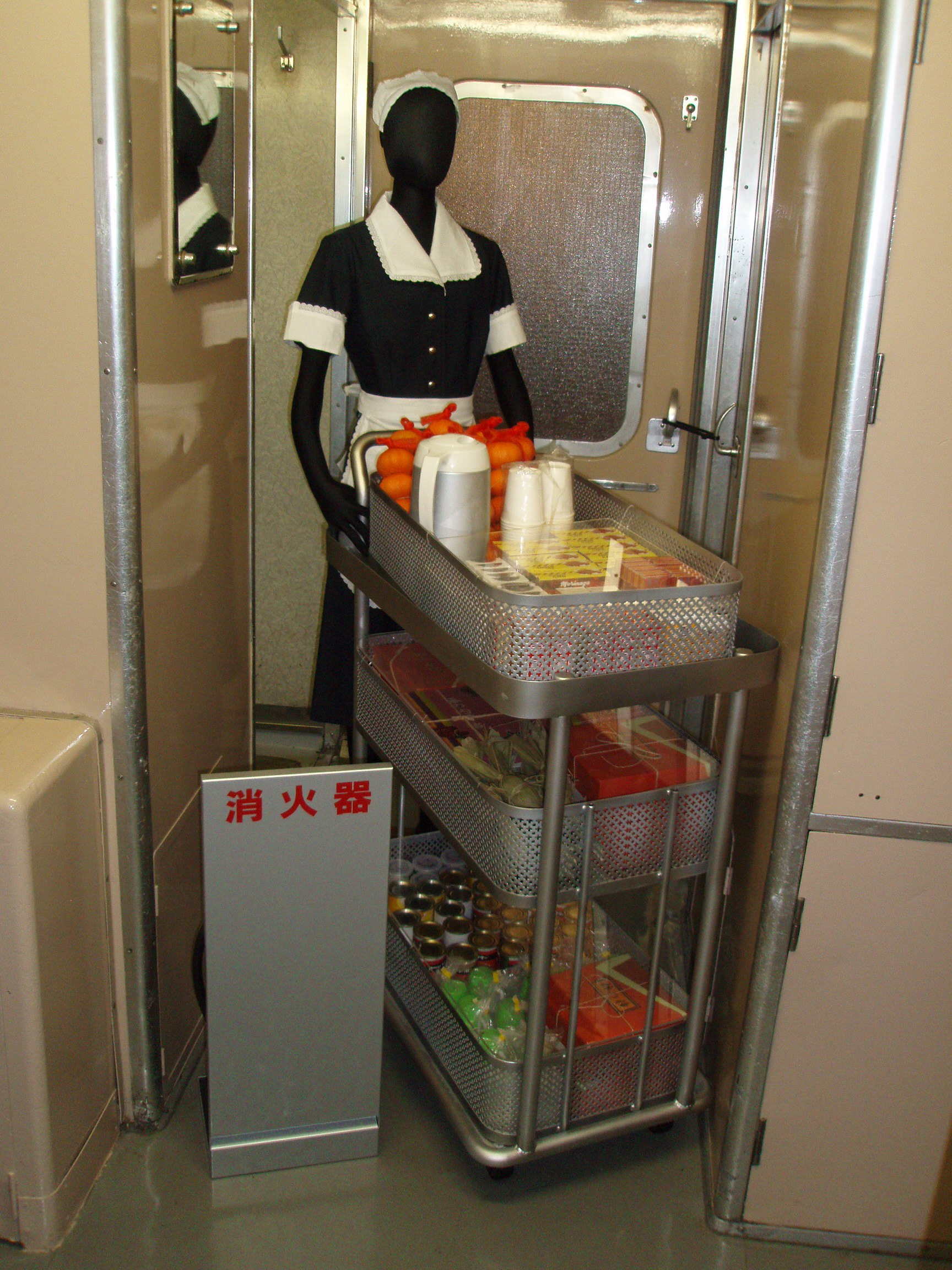
1960年代の日本における車内販売（再現、鉄道博物館展示）

車内販売（しゃないはんばい）とは、列車やバスの車内において物品を販売するサービスのことである。専任の販売員が車内を巡回して販売する形態に対して称されることが多い。略して車販（しゃはん）ともいう。食堂車とともに、列車内の供食サービスの一つである。

## 日本における車内販売
日本では1934年、食堂車が連結されていない列車で弁当類販売の要望があったため、鉄道省では試験的に販売したところ好評であった。このため列車内乗込販売手続を制定し、1935年11月より開始した。

### 定義と営業形態

#### 鉄道
主に新幹線や特急列車などの優等列車に専門の要員もしくはアテンダント（客室乗務員）が乗務し、各車両の通路を定期的に巡回して、乗客の要望に応じて物品（主として飲食物）を販売する。乗客は席に座ったままでサービスを受けることができる。特急列車以外の普通列車（快速列車なども含む）でも、首都圏のJR線（東海道線、横須賀線、総武快速線、宇都宮線、高崎線、常磐線、湘南新宿ライン、上野東京ライン、中央線快速のグリーン車）など一部の線区で車内販売員が乗務している。
これ以外に車内で物品を販売する形態は以下のものがある。
- 乗客が自ら販売場所に出向く売店形式のもの。ビュッフェ（ビュフェ）またはカフェテリア、カウンターなどで物品を販売している。
- 列車内に設けられた自動販売機によるもの。
- 運行に直接携わる運転士（路面電車などのワンマン運転の場合）又は車掌が回数乗車券や一日乗車券等を販売するもの。なお、無札で乗車した場合に乗車券等を購入する行為は旅客営業規則で定められた義務であり[2]、物品購入とは異なる。

#### バス
日本ではバスの車内で専門要員が車内販売を行う例はない。神奈川中央交通グループでは子会社の湘南神奈交バスなどにおいてセルフサービスによる車内販売を行っていたが、これは運賃外収入によるバス路線の維持を目的としていた。また、バス事業者によっては車内で回数乗車券や一日乗車券のほかにも傘などの雨具などを販売していることがある。停車中に運転手に申し出ることによって購入する事が出来るが、運転手による金銭のやりとりが伴うため近年は縮小傾向にある。回数乗車券や一日乗車券についても運転手の負担軽減のため運賃箱を利用した販売方法に切り替えたり、車内販売を取りやめる事業者も増えている。

### 車内販売で販売される主な物品
- 食品類
  - 弁当

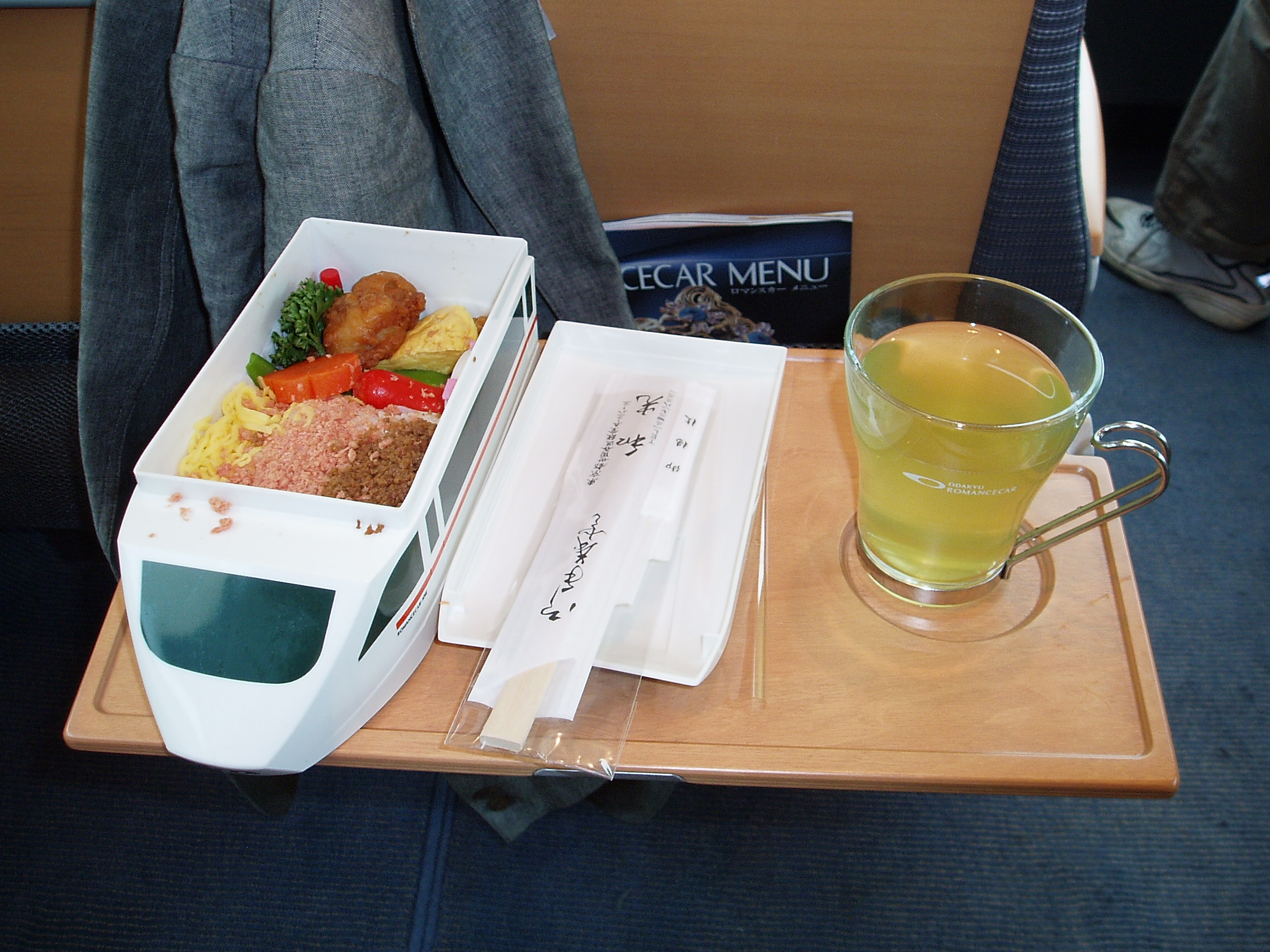
車内販売の例（弁当とお茶）

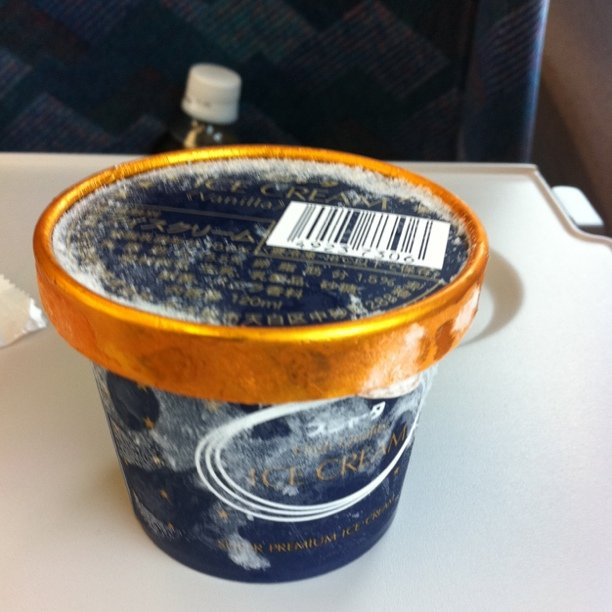
新幹線のアイスクリーム（スジャータ）

    - 弁当については、その列車内限定の弁当が販売されている場合もあるほか、沿線の駅の駅弁が販売されることもある。また、車内販売を担当している業者が弁当の調製を行い車内に積み込んで販売している場合も多い。列車によっては車両に備え付けの電子レンジを使って温めたものが販売されることもある。

  - サンドイッチ
  - スナック菓子・チョコレート菓子
  - アイスクリーム・シャーベット類
    - 東海道新幹線の車内で売られるアイスクリームはドライアイスで冷却しているため、スプーンが入らないくらい固いことで有名であった[6]。

  - おつまみ類
  - 列車の走行する地域の土産となる食品・銘菓
  - 酒（ビール・カップ入り日本酒・ミニボトル入りウィスキーとミネラルウォーターのセットなど）
  - 飲料（茶・コーヒー・清涼飲料水など）
- 雑貨類
  - キーホルダー
  - 下敷き
  - テレホンカード
  - 絵葉書
  - チョロQなどの玩具
    - 乗車用ICカード普及以前は独自デザインの乗車カード

  - 特定の列車内だけで販売される独自デザインの乗車記念品
  - ビニール傘（主にバス）

など

### 基本的な乗務内容

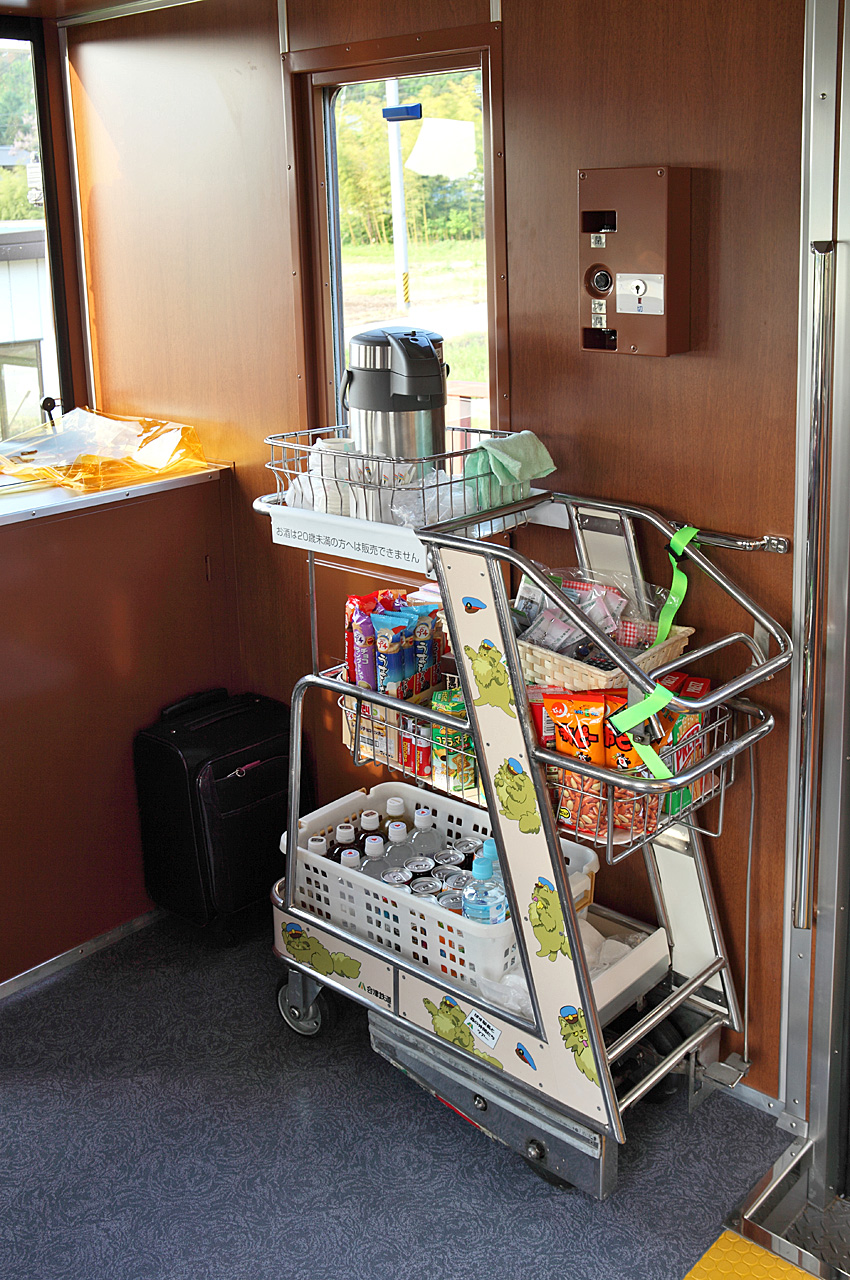
AIZUマウントエクスプレスのワゴン

販売員はまず所定の駅で販売品が積み込まれたワゴンを列車内に持ち込むか、車内販売の材料を車内に持ち込み、車内に格納されているワゴンに積み込む（新幹線の場合に多い）。新幹線や特急列車には販売員の車内販売業務の拠点となる部屋が設けられていることが多く、この部屋を車販準備室（しゃはんじゅんびしつ）という。以前は食堂車やビュフェ車の厨房を拠点としていた（当時は弁当やサンドイッチなども食堂車で調製していた）が、食堂車が廃止されたためこのような部屋が設けられるようになった。車販準備室には簡単な作業を行うための空間や、飲料の保温用ポット・保冷用冷蔵庫・アイスクリーム用冷凍庫などが備えられているのが通常であるが、車両によっては通常車掌が使用する乗務員室（業務用控室）をそのまま利用し、このような設備を持たない場合もある。
発車後、車掌による案内放送の後に車内販売の案内を行い、車内を巡回する。列車の運行中に車販準備室へ出入りしつつ何度か巡回し、終点近くになると案内放送で営業終了の旨を放送し、車販準備室で後片付けや集計などを行い、車内販売の乗務スケジュールに定められた駅で下車する。
列車内の巡回は、販売員が販売品を積んだワゴンを押して移動するワゴンサービスが一般的だが、2階建車両やハイデッカーでワゴンによる移動が困難な場合や販売品の量が少ない場合には、販売品を入れたカゴなどの容器を手で携えて巡回する。新幹線E4系電車「Max」や近鉄50000系電車「しまかぜ」ではデッキ付近に車内販売ワゴン用のエレベーターがあり、これでワゴンを移動させている。
車内販売のある列車を運行する鉄道事業者は車内販売専門の子会社を持っていることが多く、販売員はその子会社に所属しているのが普通であるが、正規従業員ではなく派遣・契約やアルバイトといった非正規雇用で採用しているケースも少なくない。また、駅弁屋などの業者が特定の列車を担当することがあり、自社の商品（駅弁など）の販売に従事する。なお、食堂車を営業している列車においては、車内売員も食堂車のクルーの一員として扱われ、食堂車の接客と車内販売を兼務するケースもある。
販売員は女性が多いが、男性の販売員もいる。
JR時刻表では、車内販売が乗務する新幹線には記号（○印）をつけている。東海道・山陽新幹線では、2003年9月30日までは旧国鉄時代から食堂車・ビュフェがあった時代の名残で通し乗務を行っていたが、現在は新大阪駅で全て交代している。一方、2015年3月14日に開業した北陸新幹線においては、全区間通しでJR東日本の関連会社が車内販売を担当している。なお、ともに2019年3月15日限りで車内販売を廃止した九州新幹線（2011年3月12日全線開業）と北海道新幹線（2016年3月26日開業）においては、九州新幹線ではかつて実施していた車内販売は直通運転をしている山陽新幹線との境界駅である博多駅で全て交代していたが、北海道新幹線では北陸新幹線同様、JR東日本の関連会社が通しで車内販売を担当していた。

### 現状
利用客の多い駅を中心に、駅構内でも売店以外にコンビニエンスストアや駅ナカと呼ばれる商業施設が充実してきている現状では、乗車前にそれらで予め商品を購入するケースが多くなっている。その一方、車内販売では取り扱い品目が限定され年々利用客は減少しており、採算が取れなくなっていること、相次ぐ離職で人員確保が難しくなってきているという事情もある。そのためJR・私鉄問わず、近年の車内販売は縮小傾向にある。JR各社での車内販売の売り上げは2000年前後がピークで、2010年代後半には半分以下に減っている。
対面販売以外でも、車内の自動販売機の営業も縮小傾向にあり、東海道・山陽新幹線では700系やN700系（16両編成）の自動販売機は営業休止のち撤去され、山陽新幹線・九州新幹線用N700系（8両編成）でものちに2か所あるうち7号車のものを営業休止（3号車は販売を継続）とした。同様にJRの在来線でも営業休止とするケースが増えている。一例を挙げると、近畿日本鉄道でも2020年3月9日以降は、「アーバンライナー」などでの車内販売をとりやめた。同年3月14日から登場した「ひのとり」では、両端の先頭車にコーヒーメーカーと小型のスナック・オリジナルグッズの自動販売機からなるカフェスポットを設置している。

#### 新幹線
利用客の多い東海道新幹線であっても車内販売は採算が取れていないのが実情で、「こだま」では2012年3月までに全廃された。「のぞみ」および「ひかり」に関しては、車内販売を担当するパーサーに緊急事態時における乗客の避難誘導など安全要員としての役割も与えているため、2019年時点では当面継続する意向であると伝えられていたが、最終的に2023年10月31日をもって1964年の開業以来続けられてきたワゴンサービスによる車内販売を終了することになった。翌11月1日からは「こだま」を除いたグリーン車の利用客を対象として、座席に設置されたQRコードを乗客がモバイル端末で読み取って注文し、パーサーが直接商品を届けるサービスを提供する形態に移行した。
山陽新幹線における車内販売は2000年代までに「こだま」で全廃され、2022年3月のダイヤ改正以降は東海道新幹線に直通する定期列車の「のぞみ」を除いて全廃され、更に2024年3月より16両の「のぞみ」「ひかり」のグリーン車利用客を対象とした、上記の東海道新幹線で実施されているパーサーが直接商品を届けるサービスのみの営業に縮小された。
JR東日本・北海道・九州の各社でも既に車内販売を全廃または縮小している。JR東日本では「なすの」「たにがわ」などで2015年3月13日限りで全廃し、2024年3月時点では盛岡以北に運行する東北新幹線「はやぶさ」の東京-盛岡、新青森間、上越新幹線「とき」の東京-新潟間、北陸新幹線「かがやき」「はくたか」の東京-金沢、敦賀間、秋田新幹線「こまち」の東京-盛岡間、山形新幹線「つばさ」の東京-山形間で実施している。定期列車で全区間、一部区間非営業の列車もある。
JR北海道では2019年3月15日をもって北海道新幹線の車内販売（NREに委託）を終了した。JR九州でも2019年3月15日限りで九州新幹線での車内販売を終了した。

#### 在来線
JR東海・JR西日本の両社は、2015年3月までに在来線特急列車での車内販売を全廃した。寝台特急列車においては、最後の定期列車である「サンライズ出雲」にて廃止された後は、臨時列車「カシオペア」「北斗星」で残るのみとなっていた。
JR北海道では2015年3月31日までに一部の特急列車での車内販売を終了し、最終的に2019年2月28日をもって在来線列車での車内販売を全廃した（「大雪」1・2・4号、「オホーツク」1号、「サロベツ」1・4号で期間・区間を限定して行われる沿線特産品の販売のみ継続）。JR九州でも同日をもって、一部分の観光列車を除き在来線特急列車での車内販売を全廃した。
JR東日本では2019年3月15日をもって一部の特急列車の車内販売を終了し、車内販売を継続する列車においても販売品目の見直しが行われた。弁当、軽食類の販売を終了し、飲み物、菓子類のみの販売となった。2024年3月現在、常磐線特急「ひたち」、中央線特急「あずさ」の定期列車で車内販売を実施している。
JR四国では2003年（平成15年）10月に車内販売を全廃した（代わりに一部の特急列車で飲料の自動販売機を設置）が、2009年3月19日から予讃線・土讃線の特急での試験的な再開を経て、同年8月1日より予讃線の丸亀・高松駅 - 観音寺間の「しおかぜ」「いしづち」の一部列車と土讃線の丸亀 - 琴平間「南風」の一部列車で正式に復活した
。その後、車内販売の営業をしていたJR四国の子会社である高松駅弁の解散に伴い、2014年5月31日で一旦営業を休止するも、JR四国の子会社であるステーションクリエイト東四国が車内販売の営業を引き継ぎ、2014年6月21日から「しおかぜ」の一部列車と「南風」の日中を中心とした一部列車で丸亀駅 - 観音寺駅・琴平駅間などのごく短区間に限って再開された。しかし、これも2019年3月15日をもって再度全廃となった。
一方、首都圏JR線の普通列車グリーン車では、客室乗務員「グリーンアテンダント」（JR東日本サービスクリエーションが担当）が車内改札を兼ねて片手で持てるバケットに商品を詰め込み、車内販売を行う形態が継続されている。

#### 私鉄
近畿日本鉄道では古くから日中を中心に特急列車で車内販売が行われていたが、2002年3月をもって一旦全廃された。ただ、伊勢志摩への観光客誘致の一環として、2006年（平成18年）11月から土曜・休日ダイヤの伊勢志摩ライナーを使用する伊勢志摩方面特急において4年ぶりに車内販売を再開したほか、2007年（平成19年）10月8日より同じく土曜・休日ダイヤの名阪甲特急（当時はアーバンライナーplusとアーバンライナーnext）においても早朝・夜間を除き車内販売を再開した。しかし名阪甲特急においては2020年（令和2年）3月8日をもって、「伊勢志摩ライナー」については2020年4月5日をもって終了した。なお、観光列車である「しまかぜ」、「青の交響曲」、「あをによし」では車内販売を継続し、供食サービス（しまかぜ：カフェ車両、青の交響曲：バーカウンター、あをによし：販売カウンター）も連結している。詳細はこちらも参照のこと。
小田急電鉄ではロマンスカーで長年、シートサービスを含む車内販売営業（走る喫茶室）を行っていたが、2016年にシートサービスを廃止、2021年3月13日のダイヤ改正をもってワゴンサービスも廃止された。

### 車内販売を行う主な企業
鉄道会社による直営のもの
- 九州旅客鉄道（JR九州）

かつては九州新幹線、在来線の特急列車でも行っていたが、現在は一部の観光列車のみ。
- 大井川鐵道

SL急行かわね路号・南アルプス号などで実施。飲料および土産用の菓子、酒類、グッズなどを販売。
- 津軽鉄道

冬季運転のストーブ列車で実施。オリジナルラベルの地酒ほか酒類、飲料、ストーブ列車のダルマストーブに付き物であるスルメ、土産用の菓子などを、津軽鉄道の法被を着用した係員ほかが販売。

鉄道会社の関連企業が行うもの
- 日本食堂（略称：日食）を源流とする企業

日本食堂は国鉄時代に設立された企業である。国鉄分割民営化に伴いJR各社ごとに分割され、JR各社が単一株主または大株主となっている。
- JR東日本サービスクリエーション（略称：J-Creation、JR東日本子会社。日食の存続企業である日本レストランエンタプライズ（後述参照）より車内販売業務を移管）
- ジェイアール東海パッセンジャーズ（略称：JRCP、JR東海子会社。ジェイダイナー東海として設立後、同資本系列の同業数社を合併ののち、パッセンジャーズ・サービスと合併）
- ジェイアール西日本フードサービスネット（略称：FSN、JR西日本子会社。にっしょく西日本として設立後、社名変更（ジェイアールウエストレストラン）の後、ジェイアール西日本フーズと合併）

- その他
  - 東武商事（SL大樹のみ。スペーシアでの車内販売は、2021年8月31日をもって終了）
  - 近鉄リテーリング

#### かつて車内販売を行っていた主な企業
- 北海道旅客鉄道（JR北海道。在来線の特急列車で実施）
- にっしょく北海道（JR北海道子会社。北海道ジェイ・アール・フーズとなった後、北海道キヨスクに合併[32]）
- 四鉄構内営業（JR四国子会社。同社が運行する列車の車内販売が2003年9月に営業終了したのに伴い、同年10月に会社解散）
- ステーションクリエイト東四国（JR四国子会社。同じJR四国の子会社だった高松駅弁の解散に伴い、同社が行っていた車内販売を2014年6月21日から引き継いだが、2019年3月15日に終了）
- ジェイアール九州トラベルフーズ（JR九州子会社。にっしょく九州として設立、2005年3月31日に会社解散[33]）
- 鉄道弘済会（国鉄時代に設立された財団法人。国鉄分割民営化に伴い多くの事業をJR各社ごとに分割したが、引き続き一部の事業を単独で行っている）
- 越川（鉄道弘済会への飲料の納入が縁で1982年に車内販売に参入。当初は鉄道弘済会及び後身の東日本キヨスクとの委託契約であったが、NREとの委託契約への移行・NREとの合弁会社化を経て2006年にNREに吸収された）
- ビュフェとうきょう（略称：BT、1961年創業当時は「東海車販」という社名だった。東海道本線で営業していたが、東海道・山陽新幹線開業により新幹線で弁当車販参入。1965年社名変更、ビュフェ営業参入（のちに食堂車も営業）。1993年、ジェイダイナー東海（現:JRCP）に吸収された）[34][35]
- （新幹線）パッセンジャーズサービス（略称:SPS、1987年6月創業。東海道新幹線専門の車販・ビュッフェ・店舗営業者であった。2002年にジェイダイナー東海と企業統合し、JRCPとなった）
- 帝国ホテル列車食堂（1953年につばめ号の食堂車・車販に参入。以降在来線や東海道・山陽新幹線で営業していたが、1991年に列車営業から撤退した）
- 都ホテル列車食堂（近鉄グループのホテル。昭和20年代末期のかもめ号から食堂車・車販に参入。以降在来線や東海道・山陽新幹線で営業していたが、平成初期に列車営業から撤退した）[35]
- 聚楽（1962年に「大日本食堂」の社名で列車食堂に参入、上越線及び上越新幹線専門の業者であった。NREとの合弁会社聚楽ティ・エス・エスを経て、2011年にNREに吸収された）
- 高松駅弁（JR四国子会社。2009年3月19日から予讃線・土讃線の特急での試験的な車内販売の営業再開を経て、同年8月1日より予讃線の丸亀・高松駅 - 観音寺駅間の「しおかぜ」「いしづち」の一部列車と土讃線の丸亀駅 - 琴平駅間「南風」の一部列車で正式に復活した。会社解散に伴い車内販売を2014年5月31日で中止。同じJR四国の子会社であるステーションクリエイト東四国が引き継いだ）
- 近鉄観光（近鉄特急の車内販売を行っていたが、2002年に車内販売廃止に伴い撤退、2010年に解散。後に近鉄特急で車内販売を再開した際には近鉄リテールサービスによる運営となった）
- 北陸トラベルサービス（略称：HTS、鉄道弘済会系。1970年代に「金鉄車販」の社名で列車食堂に参入。主に在来線特急の車内販売を行っていたが、会社解散に伴い車内販売を2014年9月30日で中止。特急「はくたか」の車内販売分はNREが引き継いだ[36]。）
- 日本レストランエンタプライズ（現・JR東日本クロスステーション）（略称：NRE、JR東日本子会社。登記上、日本食堂の直系の系譜となる企業。2019年7月1日、車内販売業務をJR東日本サービスクリエーションに移管）
- 小田急レストランシステム

## 東アジアにおける車内販売の形態
- 台湾においては、台湾高速鉄道や、在来線の台湾鉄路管理局で車内販売が行われている。販売品は日本と同様、弁当や飲み物などであるが、太魯閣号では列車にちなんだ記念品の販売もある。
- 韓国や中国においては、地下鉄の車内で様々な物を売り歩く人の姿が見られる。これらは本来違反であるのだが、乗務員の目を盗むようにして半ば公然と行われている。大声を上げて啖呵売りを行う者もいれば、チラシを配って購入を希望する客にのみ対応を行う控えめな人も居る。売られるものには日用品・食料品のほか、電卓や時計などもある。なお、韓国鉄道公社の列車においては、日本と同様に弁当や菓子類を移動販売していたが、2017年をもって終了し、自動販売機によるセルフサービスに変更された。

## 東南アジアにおける車内販売
- 東南アジア諸国の鉄道においても、様々な物売りが列車に乗ってくることがある。自家製の野菜を売るものもいれば、ダフ屋のように入手困難なチケットを売るもの、更にはゲリラ的に乗ってきて一駅で折り返すもの、外貨の闇両替を行うもの、チンドン屋や日本の街頭ライブのように音楽演奏・芸を行って金をもらうものなど、種類は多種多様である。

## 南アメリカにおける車内販売
- 鉄道会社および専門業者の販売員が車内を巡回し、軽食や飲料類を販売する形態の車内販売のほか、主に各国の主要都市の地下鉄や近郊鉄道路線において、飲料水やスナック菓子、アイスクリーム、雑貨、小物などの販売が存在する。これの多くはかつての日本の一部の路線や、現在の東南アジア・アフリカ諸国の路線、および北アメリカ・ヨーロッパ諸国の大都市のごくごく一部の路線などで行われている類似のものと同様、正規の販売員ではない人間によって行われており、その中にはボールペンなどの商品を順番に乗客に配り、買わない客からは後から回収するという形態のものもある。この場合、周りの客が当然のように受け取っていることから、観光客らが試供品のサービスと思って開封してしまい、代金を請求されトラブルになることがある。

## ヨーロッパにおける車内販売
西欧諸国では長距離列車の車内に売店（イートインスペースも設けている場合が多く、日本の鉄道におけるビュッフェに近い）がある場合が多いが、乗客が売店に買いに行く方式が主流であり、車内販売を実施する列車は少ない。
ベルニナ特急やゴールデンパス・ライン（BLS区間及びZB区間）には車内販売がある。

## ギャラリー

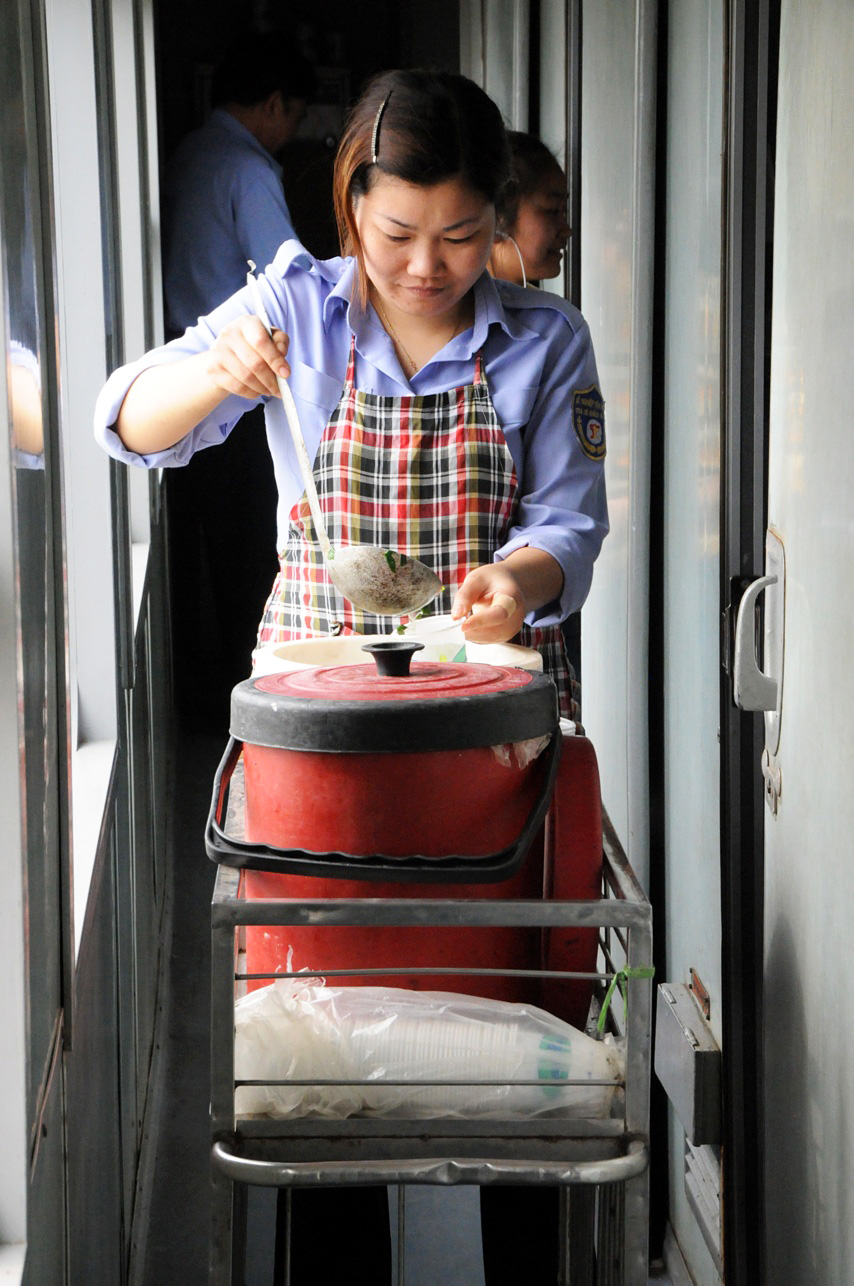
ベトナム国鉄の列車で行われている車内販売
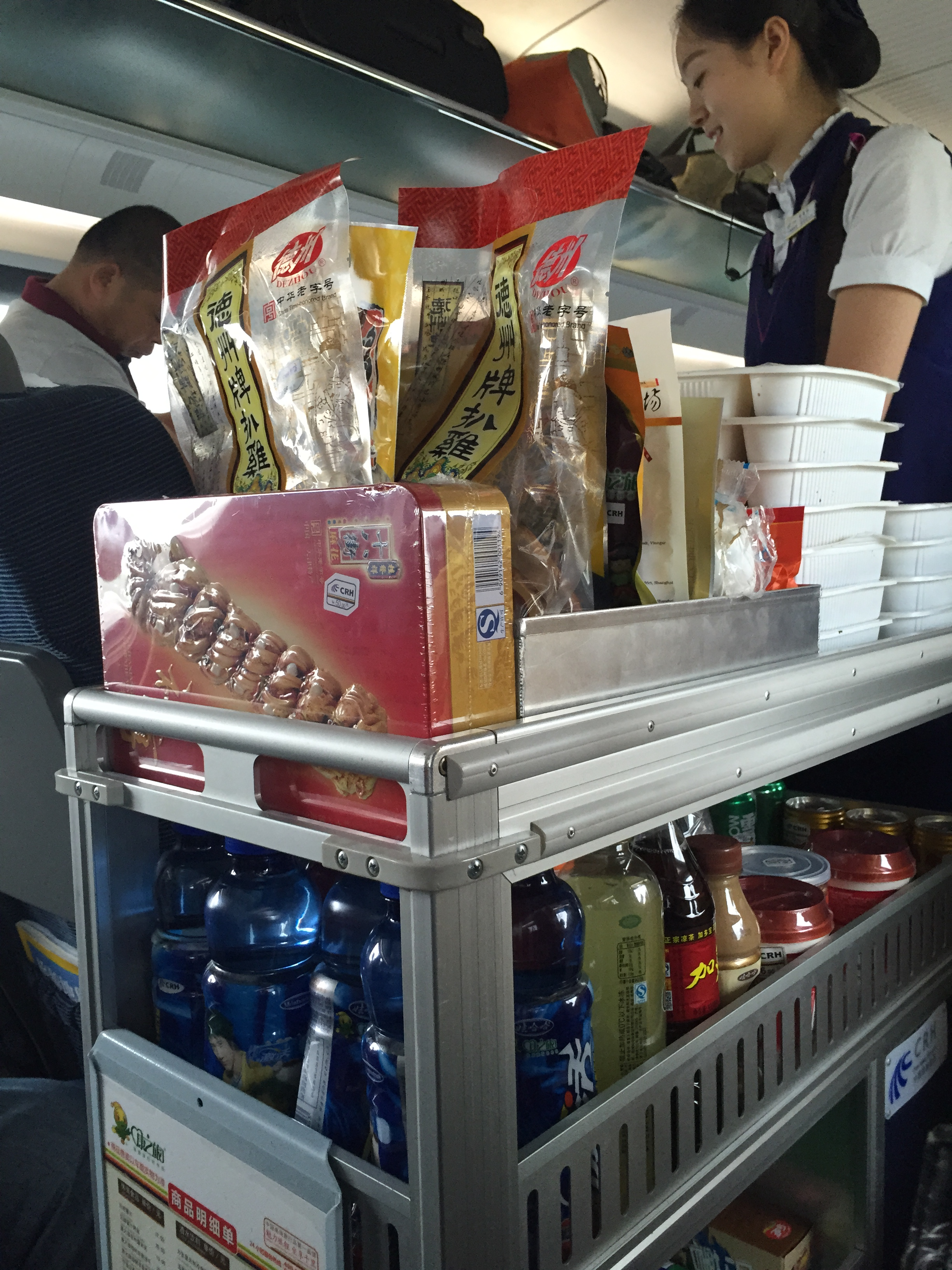
中国高速鉄道の車内販売